# Georg Spencer Spitz
Georg Spencer Spitz (* 1892; † 13. Oktober 1960 in München-Bogenhausen) war ein Münchner Bankier.

## Leben
Während des Zweiten Weltkrieges wurde Spitz im Bereich Marketing der Aktion Bernhard beschäftigt. Nach dem 8. Mai 1945 wohnte Spitz mit Fritz Schwendt in der Villa von Luitwin von Boch (1906–1988) in Mettlach. Spitz verfügte über gute Kontakte zu Charles Michaelis, einem Mitarbeiter des Counter Intelligence Corps. Dieser sorgte dafür, dass der Bankier August Lenz aus der Justizvollzugsanstalt München entlassen wurde. In der Folge wurde Spitz Teilhaber am „arisierten“ Bankhaus von Karl Wurzinger, das seit 1937 als August Lenz & Co. firmierte. Seine Ehefrau Erika, die über ein tadelloses Führungszeugnis verfügte, wurde nach Spitz’ Tod Gesellschafterin der Casinos Baden-Baden und Bad Neuenahr sowie Besitzerin des Gestüts Aschau in Baierbach.
Mit Otto Schmitz und Lenz dominierte Spitz das Münchner Spielbankkonsortium, welches sich um eine Monopolkonzession für Spielbanken in Bayern engagierte. 1951 brachte ein Scheck über 50.000 Deutsche Mark an Franz Michel keine Mehrheit für ein entsprechendes Gesetz im Bayerischen Landtag. Im Kabinett Hoegner II wurde 1955 ein Spielbankengesetz erlassen, das die Monopolstellung des Münchner Spielbankkonsortiums gefährdete. Mit Karl Freisehner wurde ein Vertrag geschlossen, der diesem ein zinsloses Darlehen über 260.000 Deutsche Mark für den Fall zusagte, dass in Bayern keine Spielbanken zustande kommen, insbesondere keine Spielbankkonzessionen erteilt werden.